# 5th Avenue (Band)
5th Avenue ist eine deutsche Rockband aus Hamburg, die seit 1989 existiert. Sie war eine der ersten Bands, die beim Wacken Open Air spielten. Seit Dezember 2012 spielt die Band wieder live.

## Geschichte

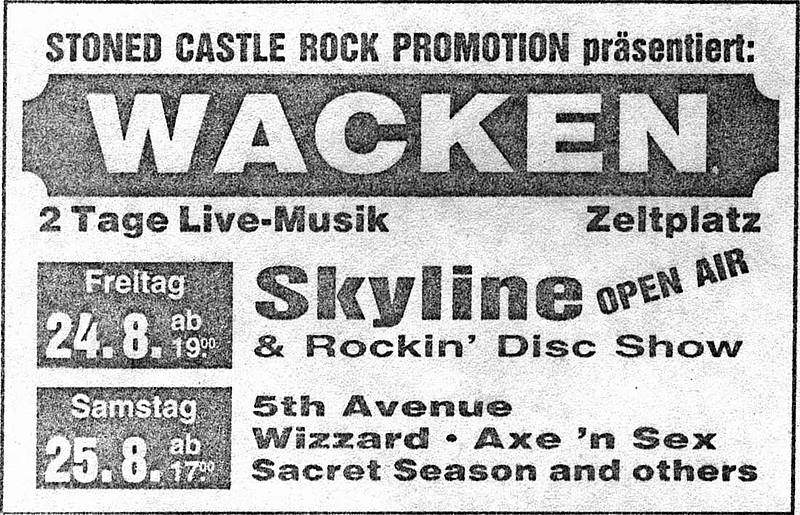
Werbeanzeige für das Wacken Open Air 1990

5th Avenue wurde 1989 in Hamburg als Rockband gegründet. Am 24./25. August 1990 spielte sie neben den Bands Ax ’n Sex, Motoslug, Sacret Season, Skyline und Wizzard als eine der ersten Bands auf dem Wacken Open Air. Sie spielte bei verschiedenen Festivals und als Vorgruppe von Bands wie Katrina and the Waves, Little River Band, Plan B, Saxon, Mama’s Boys und D-A-D. Nach dem ersten Wacken Open Air 1990 traten sie auch bei den Festivals in den Jahren 1991, 1992, 1993 und 1995 auf. 1994 und 1995 wurden 5th Avenue von den Lesern der Hamburger Morgenpost vor einigen etablierten Künstlern wie Blumfeld und Marius Müller-Westernhagen zum beliebtesten Hamburger Act gewählt.
1994 unterschrieb 5th Avenue einen Plattenvertrag bei dem Major-Label Dream Circle Records/Polydor. Das Debütalbum wurde in den Goodnight L.A.-Studios unter der Regie von Roger Summers eingespielt. Die erste Single Luka war erfolgreich im Radio. Es folgten Umbesetzungen und Spannungen in der Band, das Album wurde jedoch nicht veröffentlicht. Anfang 1996 löste sich die Band auf. Sie spielte noch zum 20-jährigen Jubiläum des Wacken-Festivals (2009), allerdings nicht in Originalbesetzung und ohne eigene Kompositionen.
Am 2. Dezember 2012 gab die Band ein Comeback-Konzert im traditionsreichen Kaiserkeller. Aufgrund der großen Resonanz machte die Band weiter und spielte u. a. als Special Guest bei den Metal-Dayz in der Markthalle. 2014 erschien die EP It's Been a Long Way, gemixt von Dennis Ward (Tesla, Unisonic). Zum 25-jährigen Jubiläum des Wacken Open Air spielte 5th Avenue 2014 zum siebten Mal dort und feierte ihr eigenes 25-jähriges Bandjubiläum mit einer ausgiebigen Festivaltour.

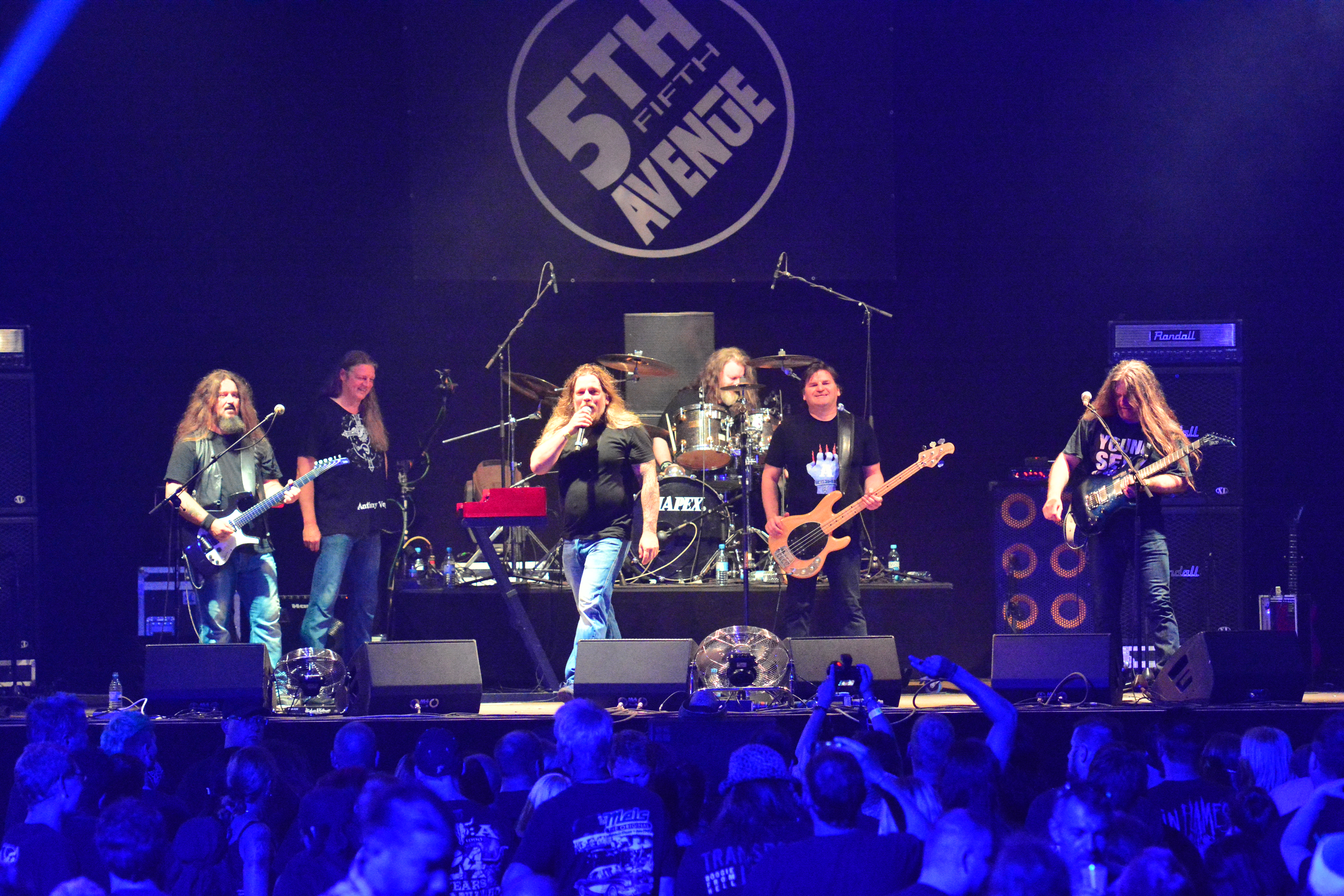
5th Avenue beim Wacken Open Air 2014
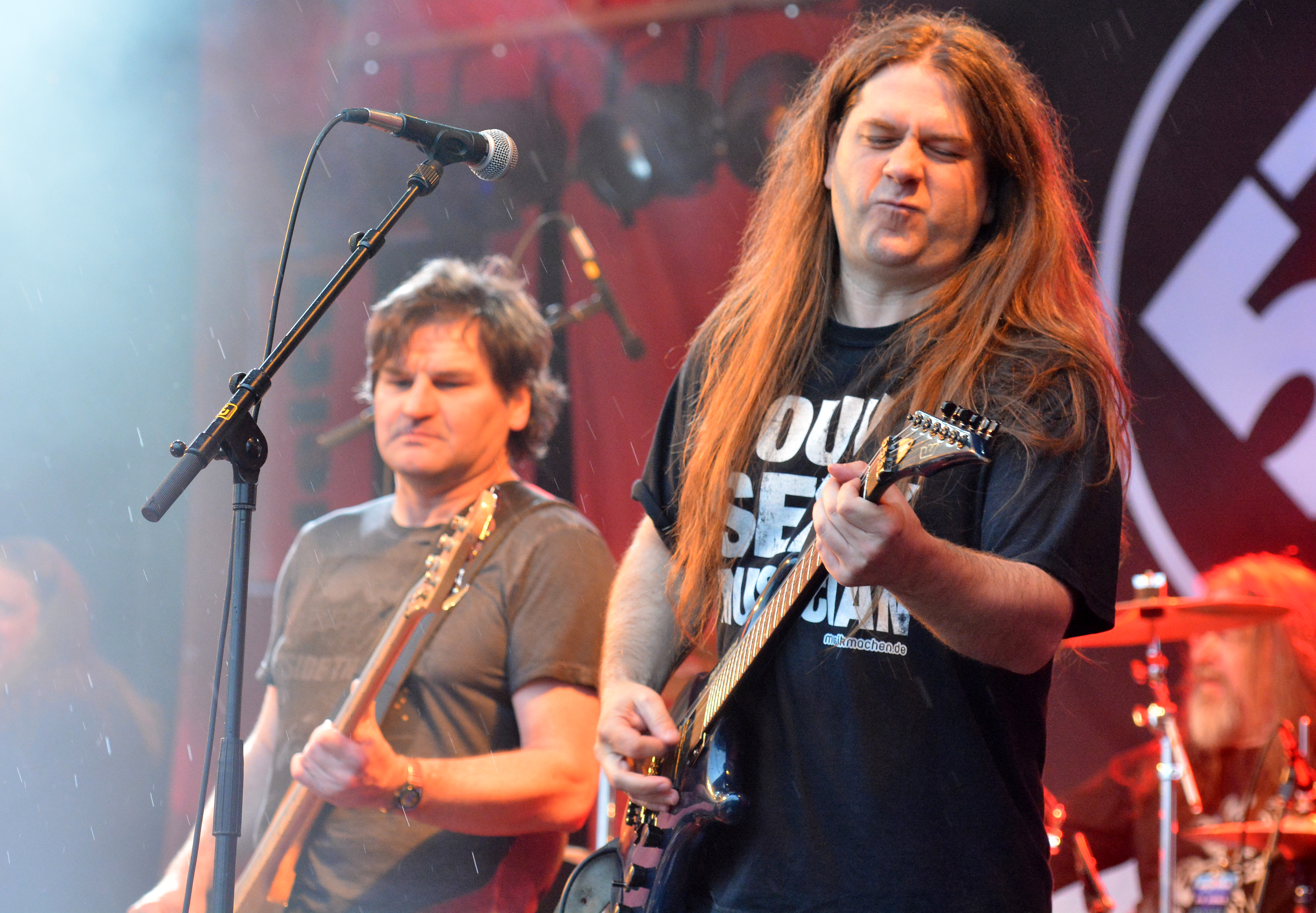
5th Avenue beim 825. Hamburger Hafengeburtstag 2014
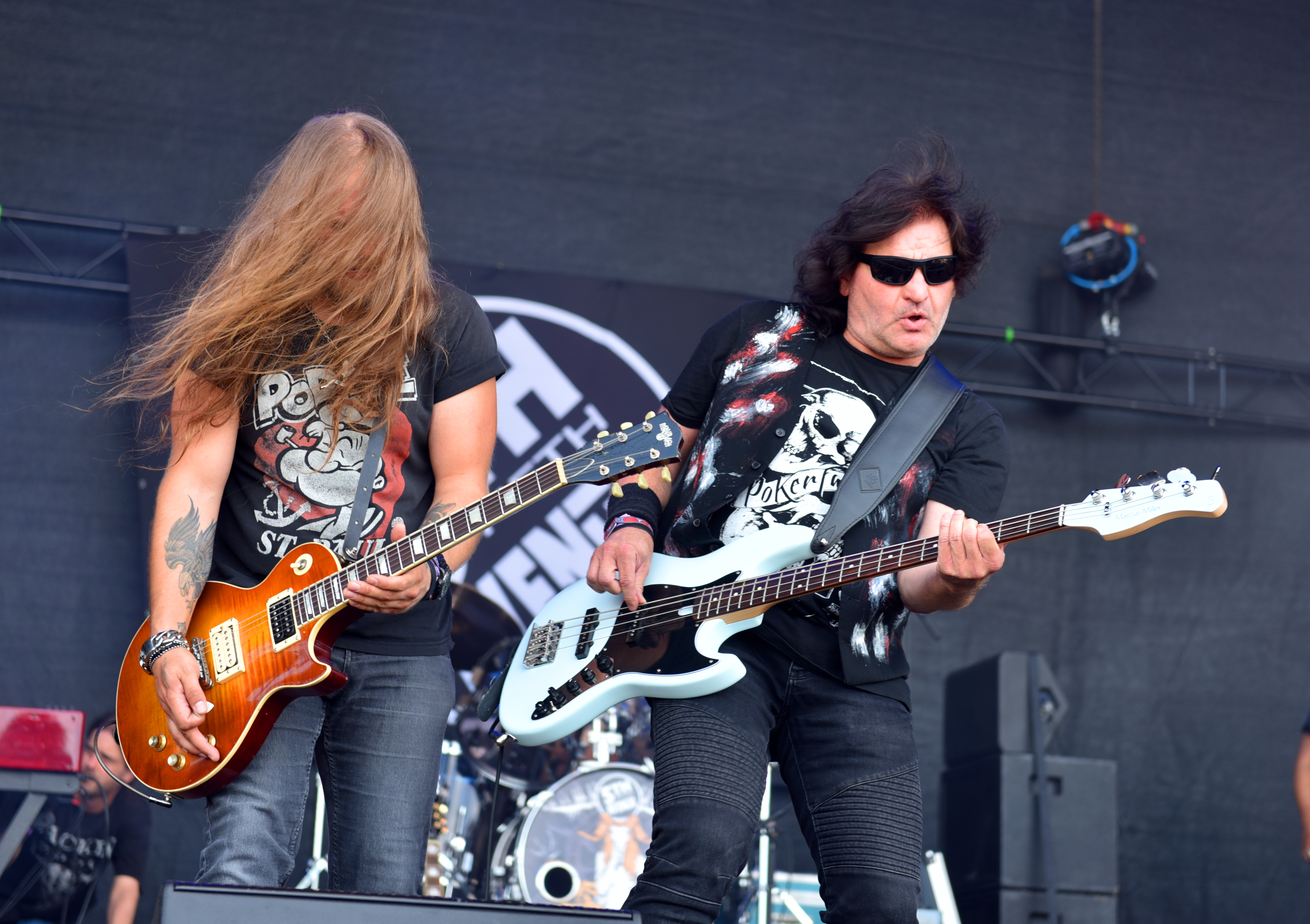
5th Avenue beim Wacken Open Air 2022

2015 fuhr die Band auf Einladung der Hooters mit auf Tour. Im Chameleon Studio nahmen sie ein neues Album unter der Regie von Eike Freese und Alexander Dietz (Deep Purple, Saga, Gamma Ray, Heaven Shall Burn) live auf. 2016 unterschrieben 5th Avenue einen Plattenvertrag bei Keiler Records. 2016 erschien das Album Last Greetings From The Petting Zoo. Weitere Auftritte beim Wacken Open Air fanden 2022 und 2024 statt, sodass sie bis 2024 insgesamt neun Mal dort gespielt haben.

## Diskografie
5th Avenue nahmen ein Album, eine EP und mehrere Singles auf:
- 1990: 5th Avenue (Demo)
- 1990: II (Demo)
- 1995: Luka (Polydor, Single)
- 2014: It’s Been A Long Way (Ruff Affair Recoords, EP)
- 2014: Rough Affair (Ruff Affair Recoords, Single)
- 2016: Last Greetings From The Petting Zoo (Keiler Records, Album)
- 2016: Pet Sematary (Single)
- 2017: Mrs. Strong (Cello Version mit Chris Harms, Single)
- 2024: Corrupted, Corroded (Single)